# Volley Bergamo 2016-2017
Questa voce raccoglie le informazioni riguardanti il Volley Bergamo nelle competizioni ufficiali della stagione 2016-2017.

## Stagione

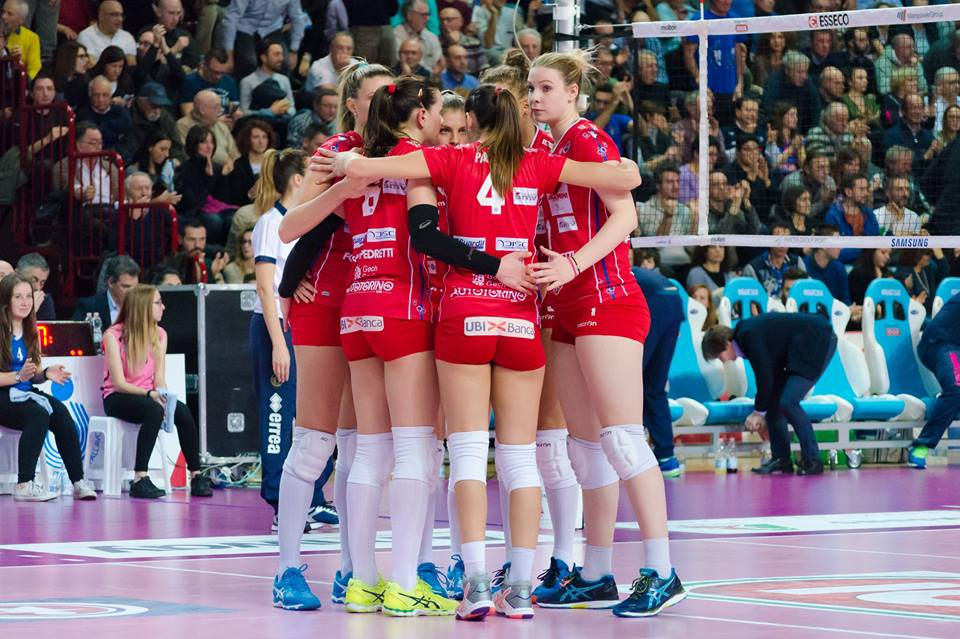
Il Volley Bergamo festeggia un punto

La stagione 2016-17 è per il Volley Bergamo, sponsorizzato dalla Foppapedretti, la ventitreesima consecutiva in Serie A1: viene confermato sia l'allenatore Stefano Lavarini che buona parte della rosa, come Eleonora Lo Bianco, Paola Cardullo, Myriam Sylla, Alessia Gennari, Eva Mori e Paola Paggi; tra i nuovi acquisti figurano quelli di Katarzyna Skowrońska, Suelen Pinto, Mina Popović, Laura Partenio e Martina Guiggi, mentre tra le cessioni quelle di Freya Aelbrecht, Katarina Barun, Laura Frigo e Celeste Plak.
Grazie alla vittoria della Coppa Italia 2015-16 il Volley Bergamo prende parte alla Supercoppa italiana dove sfida le campionesse d'Italia dell'Imoco Volley: la partita termina con il risultato di 3-0 per la squadra di Conegliano.
Il campionato comincia con quattro vittorie consecutive: la prima sconfitta arriva alla quinta giornata, in casa, contro la Futura Volley Busto Arsizio; seguono altri tre successivi di fila, mentre nelle ultime tre giornate del girone di andata le orobiche subiscono due stop, chiudendo al quarto posto in classifica, qualificandosi per la Coppa Italia. Nelle prime cinque giornate del girone di ritorno la squadra di Bergamo ottiene tre vittorie e due sconfitte: fanno seguito tre gare vinte consecutivamente per poi perdere le ultime tre gare della regular season, confermando il quarto posto in classifica. Nei quarti di finale dei play-off scudetto la sfida è contro il River Volley: dopo aver vinto gara 1, il Volley Bergamo perde le due gare successive, venendo estromessa dalla competizione.
Il quarto posto al termine del girone di andata della Serie A1 2016-17 permette al Volley Bergamo di partecipare alla Coppa Italia: tuttavia la squadra esce ai quarti di finale in quanto, contro la Pallavolo Scandicci, perde la gara di andata per 3-0 ma vince quella di ritorno per 3-2, ottenendo però un peggiore quoziente set.

## Organigramma societario
Area direttiva
- Presidente: Luciano Bonetti
- Vicepresidente: Enrica Foppa Pedretti, Paolo Bolis
- Direttore generale: Giovanni Panzetti

Area organizzativa
- Segreteria amministrativa: Francesca Sasselli
- Responsabile relazioni esterne: Andrea Veneziani

Area tecnica
- Allenatore: Stefano Lavarini
- Allenatore in seconda: Simone Angelini
- Assistente allenatore: Daniele Turino
- Scout man: Gianni Bonacina
- Responsabile settore giovanile: Luigi Sana

Area comunicazione
- Ufficio stampa: Giorgia Marchesi
- Responsabile rapporto istituzioni: Patrizio Ginelli

Area marketing
- Responsabile ufficio marketing: Stefano Calvo

Area sanitaria
- Medico: Attilio Bernini, Fabrizio Caroli
- Preparatore atletico: Danilo Bramard
- Fisioterapista: Giuseppe Ferrenti
- Osteopata: Luca Gastoldi

## Rosa
| N° | Nome                 | Ruolo | Data di nascita   | Nazionalità sportiva |
| -- | -------------------- | ----- | ----------------- | -------------------- |
| 1  | Eva Mori             | P     | 31 marzo 1996     | Slovenia             |
| 2  | Suelen Pinto         | L     | 4 ottobre 1987    | Brasile              |
| 4  | Laura Partenio       | S     | 29 dicembre 1991  | Italia               |
| 5  | Mina Popović         | C     | 16 settembre 1994 | Serbia               |
| 6  | Alessia Gennari      | S     | 3 novembre 1991   | Italia               |
| 7  | Paola Cardullo       | L     | 18 marzo 1982     | Italia               |
| 8  | Martina Guiggi       | C     | 1º maggio 1984    | Italia               |
| 9  | Anna Venturini       | S     | 26 agosto 1998    | Italia               |
| 10 | Paola Paggi          | C     | 6 dicembre 1976   | Italia               |
| 14 | Eleonora Lo Bianco   | P     | 22 dicembre 1979  | Italia               |
| 17 | Myriam Sylla         | S     | 8 gennaio 1995    | Italia               |
| 18 | Katarzyna Skowrońska | S/O   | 30 giugno 1983    | Polonia              |

## Mercato
| Acquisti | Acquisti             | Acquisti               | Acquisti   |
| R.       | Nome                 | da                     | Modalità   |
| -------- | -------------------- | ---------------------- | ---------- |
| C        | Martina Guiggi       | AGIL                   | definitivo |
| S        | Laura Partenio       | Obiettivo Risarcimento | definitivo |
| L        | Suelen Pinto         | Sesi                   | definitivo |
| C        | Mina Popović         | Obiettivo Risarcimento | definitivo |
| S/O      | Katarzyna Skowrońska | Impel                  | definitivo |
| S        | Anna Venturini       | giovanili              | definitivo |

| Cessioni | Cessioni           | Cessioni     | Cessioni   |
| R.       | Nome               | a            | Modalità   |
| -------- | ------------------ | ------------ | ---------- |
| C        | Freya Aelbrecht    | Pro Victoria | definitivo |
| S/O      | Katarina Barun     | AGIL         | definitivo |
| C        | Vesna Čitaković    | -            | ritirata   |
| S        | Benedetta Mambelli | Gramsci      | definitivo |
| C        | Laura Frigo        | Prostějov    | definitivo |
| S/O      | Celeste Plak       | AGIL         | definitivo |

## Risultati

### Serie A1

#### Girone di andata
| 1ª giornata - 16 ottobre 2016 PalaNorda, Bergamo                | Bergamo         | 3 - 1 | San Casciano  | 25-19, 25-15, 23-25, 25-13        |
| 2ª giornata - 23 ottobre 2016 Palazzetto dello Sport, Scandicci | Savino Del Bene | 1 - 3 | Bergamo       | 19-25, 17-25, 25-16, 20-25        |
| 3ª giornata - 30 ottobre 2016 PalaNorda, Bergamo                | Bergamo         | 3 - 1 | AGIL          | 25-17, 25-23, 23-25, 25-22        |
| 4ª giornata - 23 novembre 2016 PalaPanini, Modena               | River           | 1 - 3 | Bergamo       | 24-26, 22-25, 25-21, 15-25        |
| 5ª giornata - 12 novembre 2016 PalaNorda, Bergamo               | Bergamo         | 1 - 3 | Busto Arsizio | 25-21, 19-25, 18-25, 20-25        |
| 6ª giornata - 20 novembre 2016 PalaGeorge, Montichiari          | Flero           | 1 - 3 | Bergamo       | 18-25, 25-21, 24-26, 22-25        |
| 7ª giornata - 27 novembre 2016 PalaNorda, Bergamo               | Bergamo         | 3 - 1 | Pro Victoria  | 25-10, 20-25, 25-22, 31-29        |
| 8ª giornata - 4 dicembre 2016 PalaNorda, Bergamo                | Bergamo         | 3 - 2 | Club Italia   | 25-27, 15-25, 25-15, 31-29, 15-12 |
| 9ª giornata - 15 dicembre 2016 PalaRadi, Cremona                | Casalmaggiore   | 3 - 1 | Bergamo       | 20-25, 25-17, 28-26, 25-19        |
| 10ª giornata - 18 dicembre 2016 PalaNorda, Bergamo              | Bergamo         | 3 - 2 | Neruda        | 25-21, 21-25, 25-23, 31-33, 15-13 |
| 11ª giornata - 26 dicembre 2016 PalaVerde, Villorba             | Imoco           | 3 - 1 | Bergamo       | 25-18, 22-25, 25-13, 25-17        |

#### Girone di ritorno
| 12ª giornata - 14 gennaio 2017 Nelson Mandela Forum, Firenze  | San Casciano  | 2 - 3 | Bergamo         | 16-25, 18-25, 25-22, 25-16, 15-17 |
| 13ª giornata - 22 gennaio 2017 PalaNorda, Bergamo             | Bergamo       | 3 - 1 | Savino Del Bene | 25-22, 26-24, 22-25, 25-21        |
| 14ª giornata - 29 gennaio 2017 PalaTerdoppio, Novara          | AGIL          | 3 - 0 | Bergamo         | 25-19, 25-17, 25-15               |
| 15ª giornata - 4 febbraio 2017 PalaNorda, Bergamo             | Bergamo       | 3 - 2 | River           | 25-14, 20-25, 25-18, 21-25, 15-10 |
| 16ª giornata - 11 febbraio 2017 PalaYamamay, Busto Arsizio    | Busto Arsizio | 3 - 0 | Bergamo         | 25-22, 25-20, 25-19               |
| 17ª giornata - 15 febbraio 2017 PalaNorda, Bergamo            | Bergamo       | 3 - 0 | Flero           | 25-15, 25-21, 25-13               |
| 18ª giornata - 19 febbraio 2017 Palazzetto dello Sport, Monza | Pro Victoria  | 2 - 3 | Bergamo         | 18-25, 25-23, 28-26, 25-27, 13-15 |
| 19ª giornata - 26 febbraio 2017 PalaYamamay, Monza            | Club Italia   | 1 - 3 | Bergamo         | 20-25, 27-25, 25-27, 21-25        |
| 20ª giornata - 11 marzo 2017 PalaNorda, Bergamo               | Bergamo       | 1 - 3 | Casalmaggiore   | 19-25, 25-22, 22-25, 15-25        |
| 21ª giornata - 19 febbraio 2017 PalaResia, Bolzano            | Neruda        | 3 - 0 | Bergamo         | 25-18, 25-22, 25-20               |
| 22ª giornata - 25 marzo 2017 PalaNorda, Bergamo               | Bergamo       | 1 - 3 | Imoco           | 19-25, 23-25, 25-20, 15-25        |

#### Play-off scudetto
| Quarti di finale (gara 1) - 8 aprile 2017 PalaPanini, Modena  | River   | 2 - 3 | Bergamo | 23-25, 25-21, 28-30, 25-15, 10-15 |
| Quarti di finale (gara 2) - 18 aprile 2017 PalaNorda, Bergamo | Bergamo | 1 - 3 | River   | 21-25, 21-25, 26-24, 10-25        |
| Quarti di finale (gara 3) - 19 aprile 2017 PalaNorda, Bergamo | Bergamo | 2 - 3 | River   | 16-25, 25-22, 25-23, 17-25, 23-25 |

### Coppa Italia

#### Fase a eliminazione diretta
| Quarti di finale (andata) - 5 gennaio 2017 Nelson Mandela Forum, Firenze | Savino Del Bene | 3 - 0 | Bergamo         | 25-16, 25-22, 26-24              |
| Quarti di finale (ritorno) - 8 gennaio 2017 PalaNorda, Bergamo           | Bergamo         | 3 - 2 | Savino Del Bene | 23-25, 19-25, 27-25, 25-19, 15-7 |

### Supercoppa italiana

#### Fase a eliminazione diretta
| Finale - 8 dicembre 2016 PalaVerde, Villorba | Imoco | 3 - 1 | Bergamo | 22-25, 25-18, 25-22, 25-22 |

## Statistiche

### Statistiche di squadra
| Competizione        | Punti | In casa | In casa | In casa | In trasferta | In trasferta | In trasferta | Totale | Totale | Totale |
| Competizione        | Punti | G       | V       | P       | G            | V            | P            | G      | V      | P      |
| ------------------- | ----- | ------- | ------- | ------- | ------------ | ------------ | ------------ | ------ | ------ | ------ |
| Serie A1            | 37    | 13      | 8       | 5       | 12           | 7            | 5            | 25     | 15     | 10     |
| Coppa Italia        | -     | 1       | 1       | 0       | 1            | 0            | 1            | 2      | 1      | 1      |
| Supercoppa italiana | -     | -       | -       | -       | -            | -            | -            | 1      | 0      | 1      |
| Totale              | -     | 14      | 9       | 5       | 13           | 7            | 6            | 28     | 6      | 12     |

G = partite giocate; V = partite vinte; P = partite perse

### Statistiche dei giocatori
| Giocatore     | Serie A1 | Serie A1 | Serie A1 | Serie A1 | Serie A1 | Coppa Italia | Coppa Italia | Coppa Italia | Coppa Italia | Coppa Italia | Supercoppa italiana | Supercoppa italiana | Supercoppa italiana | Supercoppa italiana | Supercoppa italiana | Totale | Totale | Totale | Totale | Totale |
| Giocatore     | P        | PT       | AV       | MV       | BV       | P            | PT           | AV           | MV           | BV           | P                   | PT                  | AV                  | MV                  | BV                  | P      | PT     | AV     | MV     | BV     |
| ------------- | -------- | -------- | -------- | -------- | -------- | ------------ | ------------ | ------------ | ------------ | ------------ | ------------------- | ------------------- | ------------------- | ------------------- | ------------------- | ------ | ------ | ------ | ------ | ------ |
| P. Cardullo   | 21       | 0        | 0        | 0        | 0        | 2            | 0            | 0            | 0            | 0            | 1                   | 0                   | 0                   | 0                   | 0                   | 24     | 0      | 0      | 0      | 0      |
| A. Gennari    | 25       | 199      | 168      | 20       | 11       | 2            | 13           | 13           | 0            | 0            | 1                   | 3                   | 2                   | 1                   | 0                   | 28     | 215    | 183    | 21     | 11     |
| M. Guiggi     | 25       | 282      | 207      | 61       | 14       | 2            | 18           | 11           | 7            | 0            | 1                   | 7                   | 6                   | 1                   | 0                   | 28     | 307    | 224    | 69     | 14     |
| E. Lo Bianco  | 23       | 45       | 24       | 8        | 13       | 2            | 1            | 0            | 1            | 0            | 1                   | 1                   | 0                   | 0                   | 1                   | 26     | 47     | 24     | 9      | 14     |
| E. Mori       | 22       | 18       | 12       | 4        | 2        | 2            | 5            | 2            | 2            | 1            | 0                   | 0                   | 0                   | 0                   | 0                   | 24     | 23     | 14     | 6      | 3      |
| P. Paggi      | 21       | 74       | 58       | 15       | 1        | 0            | 0            | 0            | 0            | 0            | 0                   | 0                   | 0                   | 0                   | 0                   | 21     | 74     | 58     | 15     | 1      |
| L. Partenio   | 24       | 241      | 220      | 18       | 3        | 2            | 14           | 14           | 0            | 0            | 1                   | 11                  | 11                  | 0                   | 0                   | 27     | 266    | 245    | 18     | 3      |
| M. Popović    | 19       | 176      | 119      | 47       | 10       | 2            | 23           | 14           | 9            | 0            | 1                   | 9                   | 5                   | 2                   | 2                   | 22     | 208    | 138    | 58     | 12     |
| S. Pinto      | 25       | 0        | 0        | 0        | 0        | 2            | 0            | 0            | 0            | 0            | 1                   | 0                   | 0                   | 0                   | 0                   | 28     | 0      | 0      | 0      | 0      |
| K. Skowrońska | 13       | 294      | 273      | 17       | 4        | 2            | 40           | 38           | 1            | 1            | 1                   | 18                  | 16                  | 2                   | 0                   | 16     | 352    | 327    | 20     | 5      |
| M. Sylla      | 25       | 332      | 287      | 35       | 10       | 2            | 18           | 16           | 2            | 0            | 1                   | 12                  | 11                  | 1                   | 0                   | 28     | 362    | 314    | 38     | 10     |
| A. Venturini  | 5        | 3        | 2        | 1        | 0        | 0            | 0            | 0            | 0            | 0            | 0                   | 0                   | 0                   | 0                   | 0                   | 5      | 3      | 2      | 1      | 0      |

P = presenze; PT = punti totali; AV = attacchi vincenti; MV = muri vincenti; BV = battute vincenti